# Фајано (Асколи Пичено)
Фајано (итал. Faiano) насеље је у Италији у округу Асколи Пичено, региону Марке.
Према процени из 2011. у насељу је живело 186 становника. Насеље се налази на надморској висини од 256 м.